# Silago
Silago is een gemeente in de Filipijnse provincie Southern Leyte op het eiland Leyte. Bij de laatste census in 2007 had de gemeente ruim 11 duizend inwoners.

## Geografie

### Bestuurlijke indeling
Silago is onderverdeeld in de volgende 15 barangays:
| - Balagawan - Catmon - Hingatungan - Imelda - Katipunan - Laguma - Mercedes - Pob. District I | - Pob. District II - Puntana - Salvacion - Sap-ang - Sudmon - Tuba-on - Tubod |

## Demografie
Silago had bij de census van 2007 een inwoneraantal van 11.163 mensen. Dit zijn 677 mensen (6,5%) meer dan bij de vorige census van 2000. De gemiddelde jaarlijkse groei komt daarmee uit op 0,87%, hetgeen lager is dan het landelijk jaarlijks gemiddelde over deze periode (2,04%). Vergeleken met de census van 1995 is het aantal mensen met 1.378 (14,1%) toegenomen.

De bevolkingsdichtheid van Silago was ten tijde van de laatste census, met 11.163 inwoners op 215,05 km², 51,9 mensen per km².